# Sefton (cavallo)
Sefton fu un cavallo che servì nella British Army per 17 anni dal 1967 al 1984 raggiungendo la notorietà quando fu gravemente ferito durante gli attentati di Hyde Park e Regent's Park, in cui furono uccisi altri sette cavalli e quattro soldati. In seguito si riprese al punto di poter tornare in servizio attivo, cosa che gli procurò il premio di "cavallo dell'anno". Sefton divenne inoltre uno dei primi cavalli ad essere inseriti nella Hall of Fame della "società britannica dei cavalli" e con un premio annuale intitolato a lui.
Alla memoria dell'animale è stata dedicata una statua di bronzo al Royal Veterinary College della University of London.